# Kim Man-deok
Kim Man-deok (김만덕?, 金萬德?, Gim Man-deokLR; Isola di Jeju, 1739 – Isola di Jeju, ottobre 1812) è stata un'imprenditrice coreana.
È considerata la prima amministratrice delegata della Corea e un esempio di filantropismo e pragmatismo. Riuscì a raggiungere la sua posizione a Jeju grazie alla cultura egualitaria e matrifocale dell'isola, dove le donne disponevano di una maggiore indipendenza economica e sociale rispetto al resto del Paese, la cui ideologia Neoconfuciana attuava una forte repressione femminile.

## Biografia
Kim Man-deok era figlia dell'aristocratico (yangban) in esilio politico Kim Eun-gyeol e di una donna borghese (yangmin) della famiglia Go; con un fratello maggiore e uno minore, era l'unica femmina. Secondo le leggi del Joseon in caso di unioni tra due classi sociali diverse, Kim e i suoi fratelli appartenevano alla classe sociale più bassa tra quelle dei genitori, cioè erano dei yangmin come la madre.
Quando Kim aveva undici anni, il padre morì in una tempesta tornando da Naju e la madre venne a mancare l'anno successivo per il dolore. Rimasta orfana, fu adottata e cresciuta da una gisaeng in pensione, proprietaria di un gibang, che la educò nelle arti, nella medicina, nell'artigianato e nell'equitazione. Data la tradizionale posizione dei gibang in centro città vicino al mercato, Kim apprese anche l'arte del commercio.
Dal 1650, le gisaeng erano considerate proprietà governativa e per guadagnarsi la libertà dovevano versare un'ingente somma di denaro al governo. All'età di 22 anni, Kim riuscì a ottenere che il suo nome fosse tolto dal registro delle gisaeng e riguadagnare il suo status sociale, aprendo successivamente una locanda per mercanti (객주?, gaekjuLR) e un'agenzia di commissioni per il commercio portuale. Grazie alle sue conoscenze e sfruttando le leggi fiscali, ottenne il monopolio del riso e del sale che venivano scambiati con le alghe e gli abaloni di Jeju, arrivando ad accumulare grandi ricchezze e diventando, all'età di 50 anni, una delle due donne più ricche della Corea.
Nel 1792, Jeju fu colpita dalla carestia per via di un ripetuto fallimento delle coltivazioni e alcune inondazioni, e la situazione si aggravò due anni dopo con venti forti e alte maree. Il governatore di Jeju avanzò una petizione alla corte chiedendo di inviare 20 000 sacchi di riso, ma sette delle dodici barche mandate in soccorso andarono distrutte durante il viaggio e in 170 000 morirono di fame. Kim usò quindi la maggior parte della propria fortuna per importare e distribuire cibo, principalmente riso, salvando 18 000 vite. Il suo gesto fu reso noto a re Jeongjo, che le concesse un desiderio. Man-deok domandò di poter visitare la capitale e la corte reale, e di andare in pellegrinaggio sul monte Kumgang, una richiesta particolare, considerato che da 200 anni alle donne era vietato lasciare Jeju. Il re acconsentì e le concesse anche il titolo onorifico e la posizione di dottoressa del dispensario di palazzo (의녀반수?, 醫女班首?, Uinyeo bansuLR) come ricompensa. Dopo la visita sulla terraferma, nel 1797 Kim tornò a Jeju, dove morì nel 1812, destinando tutti i suoi averi ai poveri, fatta salva una piccola somma per un orfano che aveva adottato.
I contemporanei Bak Je-ga e Jeong Yak-yong scrissero poesie in onore di Kim, mentre il capo di Stato maggiore della corte, Chae Je-gong, scrisse una sua biografia intitola Man-deok jeon. In epoca moderna sussistono borse di studio a suo nome, una fondazione che si occupa di fornire cibo ai bisognosi e un museo costruito a Jeju nel 1978. Ogni anno l'isola assegna anche il premio Kim Man-deok a due donne dalla condotta esemplare.